# Порт-д’Итали (станция метро)
Порт-д'Итали (фр. Porte d'Italie) — станция линии 7 Парижского метрополитена, расположенная в XIII округе Парижа. Названа по развязке с Периферик (бывшим воротам стены Тьера), расположенным к юго-востоку от станции. Рядом со станцией располагается Азиатский квартал.

## История
- Станция открылась 7 марта 1930 года в составе пускового участка Пляс д'Итали — Порт-де-Шуази, временно входившего в состав линии 10. 26 апреля 1931 года вместе с участком Пляс-Монж — Порт-де-Шуази станция перешла в состав линии 7.
- 16 декабря 2006 года на станции стала возможной пересадка на трамвайную линию № 3а.
- Пассажиропоток по станции по входу в 2011 году, по данным RATP, составил 2 562 120 человек[2]. В 2013 году этот показатель снизился до 2 486 263 пассажиров (222 место по уровню входного пассажиропотока в Парижском метро)[3].

## Галерея

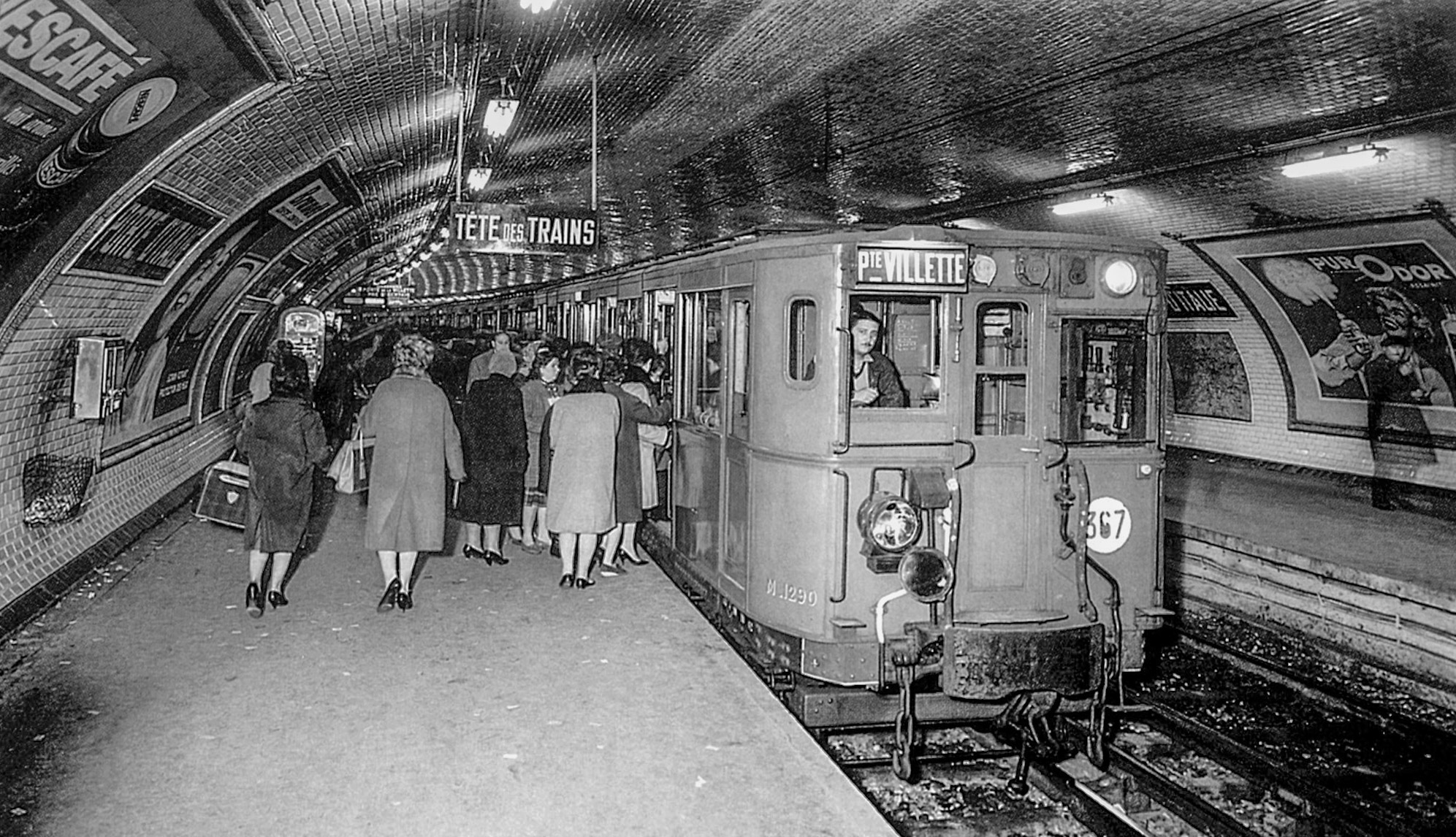
Станция в 1930 году
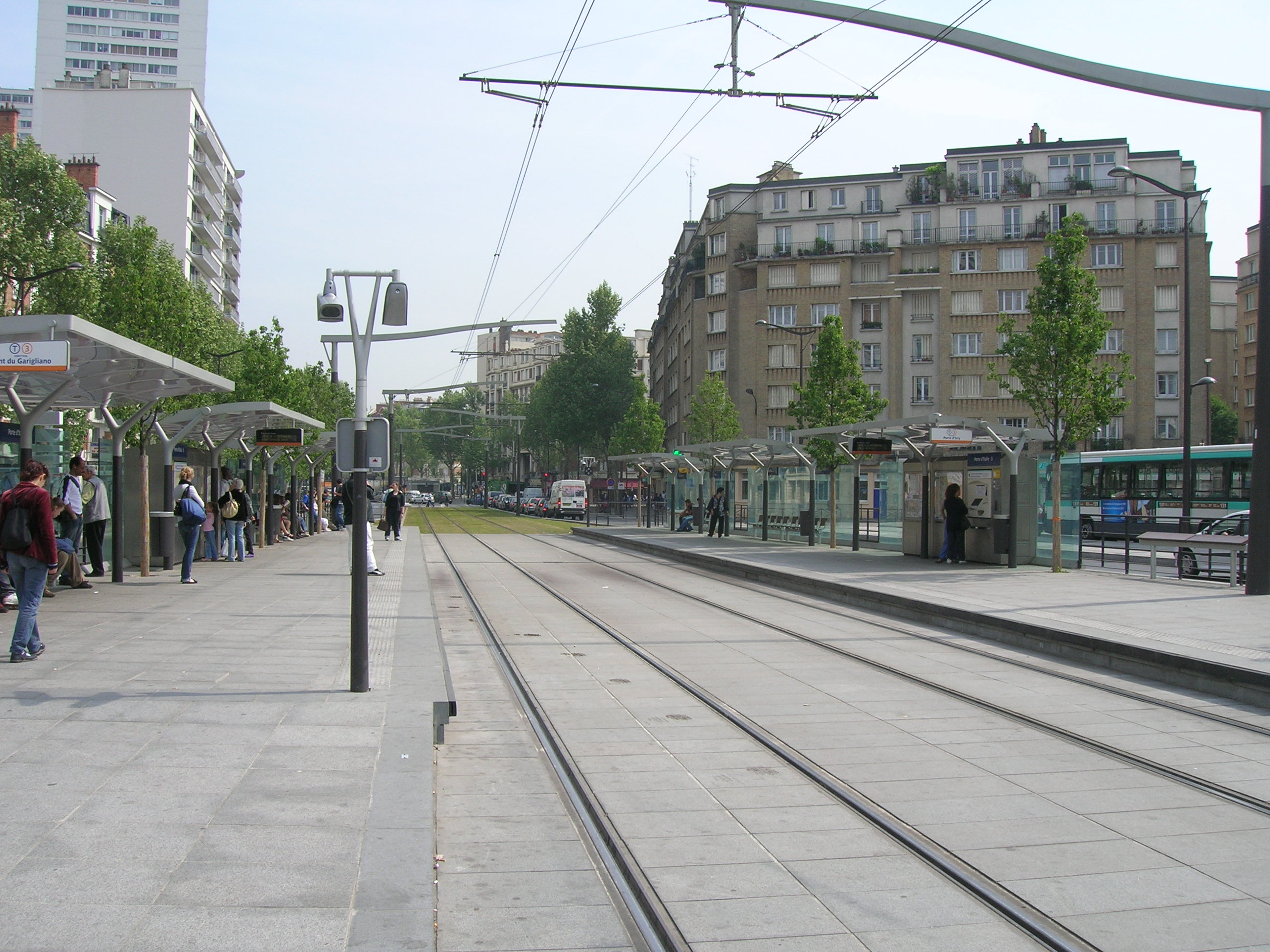
Окрестности станции и трамвайная остановка
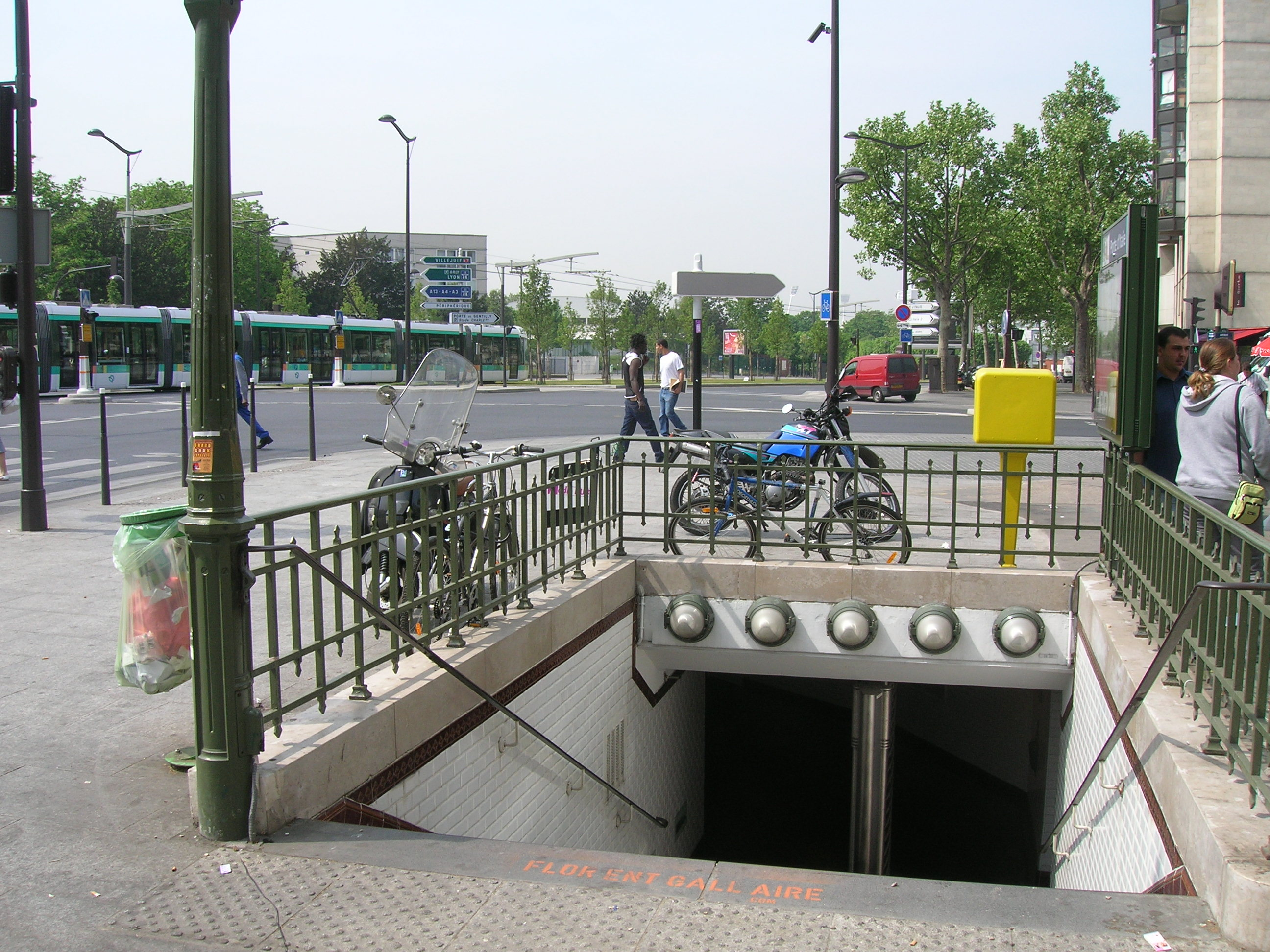
Лестничный сход